# Abbaye de Vauluisant
L'abbaye de Vauluisant, (en latin : vallis lucens) sise à proximité de Courgenay dans  l'Yonne (France) est un ancien monastère de moines cisterciens, fondé en 1127 par des moines de Preuilly (Égligny).
Fondée en 1129 au plus tard par les moines de Preuilly, elle se développe rapidement. Les guerres de Religion puis les lourdes taxes royales la ruinent aux XVIe et XVIIe siècles ; la réforme de l'Étroite Observance se met en place à Vauluisant et le monastère est entièrement rénové.
La Révolution ferme l'abbaye définitivement. Les bâtiments sont partiellement détruits ; ceux qui sont conservés sont protégés à partir de 1930 au titre des monuments historiques.

## Historique

### La fondation
Une première fondation semble être l’œuvre des moines de Pontigny, abbaye fondée en 1114, sise au croisement des comtés d'Auxerre, de Tonnerre, de Joigny et de Troyes (dans ce dernier cas via Saint-Florentin). Elle se produit durant une phase incroyablement active de fondations monastiques sous la poussée des cisterciens, rendant difficile le financement, le pilotage et la direction des jeunes fondations. Or en 1125, le contexte politique local change du tout au tout. Le pacifiste comte de Troyes Hugues Ier de Champagne, qui dominait la vallée de la Vanne jusqu'à Foissy, abdique pour rejoindre l'ordre du Temple en Terre sainte, cédant ses comtés à son neveu belliciste Thibault IV comte de Blois qui régente Provins, le Braytois. L'ordre des cisterciens décide alors de confier la responsabilité de Vauluisant à sa cinquième fille : l'abbesse de Preuilly, familière du comte de Blois. La famille de Traînel, qui a permis la fondation comme étant proche de Pontigny par sa seigneurie de Venisy, réoriente sa piété vers Preuilly.
L'abbaye est fondée en 1127 par un groupe de moines cisterciens du monastère de Preuilly, aujourd'hui en Seine-et-Marne, venus s'installer, sur les conseils de saint Bernard de Clairvaux, entre la forêt d'Othe et la forêt de Lancy, dans la vallée de L'Alain, aux confins du domaine royal et du comté de Champagne. Ils nomment le lieu « Val luisant » (vallis lucens), puis Vauluisant.
L'abbaye de Vauluisant se situe entre Provins, Troyes (deux villes de foires champenoises) et Sens (métropole ecclésiastique), trois villes où les moines avaient un hôtel. Au XIIe siècle, l'abbaye voisine avec un grand chemin arrivant de Provins par Trainel et se rendant à Troyes par Mauny (Bagneaux). Un chemin arrive directement de Sens par La Charmée. Au XIIIe siècle, Nogent ayant finalement incorporé le domaine comtal champenois, le grand chemin périclite et est à peine remplacé par un nouveau, reliant Nogent à Villeneuve-l'Archevêque. 
Rapidement, une communauté nombreuse se forme, et une première église abbatiale est consacrée en 1144. Une nouvelle église est élevée à la charnière des XIIe et XIIIe siècles, puis son chœur est rebâti quelques décennies plus tard. Lieu de ferveur, l'abbaye est également le centre d'une exploitation agricole efficace. Cet âge d'or dure deux siècles.
Dans un premier temps, les moines commencent par coloniser la moitié Sud du finage de Courgenay. En effet au Nord, les chevaliers et seigneurs leur font barrage, avant de céder la place au début du XIVe siècle. Dès lors, l'emprise foncière des moines touche l'ensemble de Courgenay, une grande partie de Lailly, et des domaines plus éloignés. Mais l'abbaye est plusieurs fois détruite et pillée pendant la guerre de Cent Ans, et ce n'est qu'à partir du milieu du XVe siècle, avec le rétablissement de l'autorité royale sous le règne de Charles VII, que des travaux de remise en état sont entrepris.

### Filiation et dépendances
Vauluisant est fille de l'abbaye de Preuilly et possède de nombreuses granges dont celle de Touchebœuf.

### La prospérité et les convoitises
L'abbaye retrouve la prospérité sous l'abbatiat d'Antoine Pierre. Le dernier abbé régulier est contraint de s'effacer, en échange d'une crosse épiscopale, pour permettre la nomination de l'archevêque de Sens au titre de la commende. Au XVIe siècle, outre les travaux de restauration, l'abbaye se développe et se transforme avec la construction de nouveaux bâtiments renaissance, la création d'un parc, un colombier, un moulin, une chapelle et des logis des hôtes, dans lesquels François Ier vint plusieurs fois. Une remarquable mise au Tombeau est sculptée par le Maître de Chaource ; elle se trouve aujourd'hui à l'église Notre-Dame de Villeneuve-l'Archevêque. Mais la prospérité de l'abbaye attire les convoitises : le cardinal de Coligny intrigue pour évincer l'abbé élu par la communauté et obtenir le bénéfice de Vauluisant. Avec le régime de la commende vient le déclin, autant spirituel que financier.
Pour financer l'armée qui leur manque pour maîtriser la rébellion protestante, les Valois, dont le Trésor est désespérément vide depuis les défaites de Pavie et de Saint-Quentin, imposent à l'Église des contributions considérables. Faute de trésorerie, chaque institution (archevêché, évêché, chapitre, abbaye) est contrainte de vendre à titre emphytéotique (donc avec faculté de rachat dans un délai d'un siècle). Les moines de Vauluisant se défont de nombreuses granges (par exemple la Singerie dite la Pierre aux Sièges, la Perthe, etc.). Lors des guerres de Religion du XVIe siècle, l'abbaye est à nouveau endommagée avec l'arrivée en 1562 d'une troupe armée qui détruit partiellement l'église, puis des pillages multiples entre 1571 et 1576.

### Les bernardines
En 1636, le cardinal de Richelieu impose la réforme monastique (retour à la stricte observance des règles, reconstruction des bâtiments conventuels) et les anciens religieux quittent Vauluisant pour laisser la place à un petit groupe de cisterciens réformés. L'abbaye est alors en mauvais état, mais les moines réformés entreprennent un vaste chantier de restauration grâce aux fonds qu'ils tirent de la vente de bois. Le monastère retrouve alors une part de sa splendeur passée et devient, pour un temps, le noviciat des cisterciens de la Stricte observance.
|                             |
| Localisation de Vauluisant. |

|                                                        |
| Les bâtiments relevés pour Gaignières au XVIIe siècle. |

À partir du règne de Louis XIII, les moines entament une politique de rachat de toutes les fermes qu'ils ont été contraints de céder durant les guerres civiles dites de Religion. Ils se heurtent à la résistance des descendants des acquéreurs, mais leur persévérance est couronnée de succès. Dans un second temps, les moines réhabilitent leur patrimoine immobilier. L'abbaye est dans un état neuf et impeccable en 1790 quand ils seront chassés par la législation interdisant les vœux religieux. 

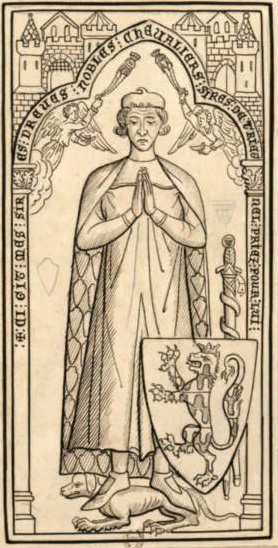
Un chevalier, blason de Trainel.
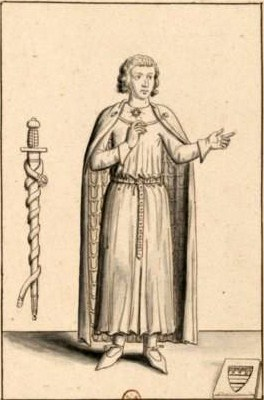
Erard de Trainel.
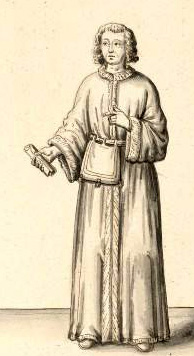
Jean Hanneteau, marchand…
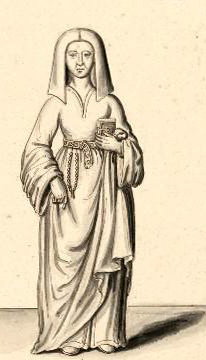
…et son épouse
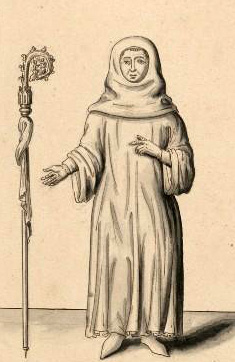
Nicolas de Chalons XVIe abbé de Vauluisant.

Les cisterciens quittent l'abbaye à la Révolution et elle devient un chantier de démolition.
Des éléments de l'abbaye sont dispersés dans tous les environs. Une plaque tombale médiévale est conservée dans une grange de l'abbaye. La mise au Tombeau est à présent reléguée dans l'église paroissiale de Villeneuve-l'Archevêque. Des clés de voûte sont noyées dans des murs d'exploitations agricoles du voisinage. Une partie des objets remarquables ont été relevés pour François Roger de Gaignières et se trouvent à la BNF.

### Après la Révolution
L'ancien monastère est acquis sous la Restauration par un officier ancien combattant de l'Empire, le baron Campy, puis il est acheté en 1835 par Léopold Javal, un homme d'affaires qui en fait sa résidence secondaire et qui développe une vaste exploitation agricole. Dès 1847, il y fait organiser des concours agricoles annuels, d'abord de fauchage et labourage, puis en 1862 y fait adjoindre un concours de ferrage.
Après la Seconde Guerre mondiale, le domaine est transmis à la famille Gamby qui en est toujours propriétaire et qui a entrepris de vastes travaux de restauration (l’aile François Ier, la chapelle Sainte-Madeleine, le colombier, etc.). L'abbaye, animée par une association de bénévoles, se visite tous les dimanches après-midi d'avril à octobre.

## Liste des abbés
Cette liste des abbés de l'abbaye Notre-Dame de Vauluisant couvre la période qui va de sa fondation au début du XIIe siècle jusqu'à sa dissolution en 1791 à l'issue de la Révolution française. Elle est partiellement incomplète et peut comporter plusieurs inexactitudes, y compris dans l'orthographe des noms, assez libre à l'époque. Elle a été dressée à partir de chartes, parfois non datées, dont certaines ont été sujettes à des interprétations :

### Abbés réguliers

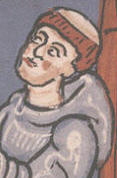
Détail d'une miniature du XIIIe siècle représentant un abbé cistercien en coule grise.

- 1129-1161 : Norpaud, premier abbé de vauluissant, nommé par Artaud lors de la fondation de cette abbaye
- 1161-1179 : Pierre Ier, élu en 1161, obtient du pape une bulle de protection confirmant les possessions de l'abbaye, résigne en 1179 mais est toujours vivant en 1189
- 1179-1183 : Félix Ier, élu en 1179 et mort en 1183
- 1183-c. 1190 : Ulric, élu en 1183
- c. 1190-1197 : Guillaume Ier
- 1197-1204 : Thomas
- 1204-1223 : Gauthier
- 1223- ? : Aubert
- Octras, abbé pendant une courte période
- ? - 1254 : Félix II
- 1254-1270 : Étienne Ier
- 1270-1293 : Guibert
- 1293-1299 : Guillaume II
- 1299- ? : Gaufrid
- ? -1302 : Pierre II
- 1302-1325 : Jacques Ier de Meaux
- 1325-1329 : Jacques II
- 1329-1331 : Nicolas de Châlons
- 1331-1348 : Guidon
- 1348- ? : Simon Ier, abbé pendant une courte période
- ? -1368 : Étienne II
- 1368-1392 : Jean Ier
- 1392-1392 : Guérin, meurt quelques jours après son élection
- 1392-1404 : Étienne III
- 1404-c.1420 : Mathieu, résigne puis meurt en 1423
- c.1420-1421 : Étienne IV de Meslé
- 1421-1433 : Pierre III
- 1433-1448 : Henry, résigne en 1448 après avoir vendu la tombe en cuivre de l'évêque Anselme de Bercenay pour subvenir aux besoins de l'abbaye, meurt l'année suivante
- 1448-1450 : Jean II, moine de Citeaux, résigne à sa charge
- 1450-1456 : Hugues de Castro, moine de Citeaux, résigne à sa charge en 1456 puis meurt l'année suivante
- 1456-1480 : Antoine Ier Piscator, qui répare l'abbaye alors en ruine
- 1480-1502 : Jean II Hanneteau, obtient le droit de porte la mitre, l'anneau, la dalmatique et autres insignes, résigne en 1502 puis meurt en 1504
- 1502-1534 : Antoine II Pierre, quitte sa charge pour devenir évêque de Sidon, meurt en 1549

### Abbés commendataires

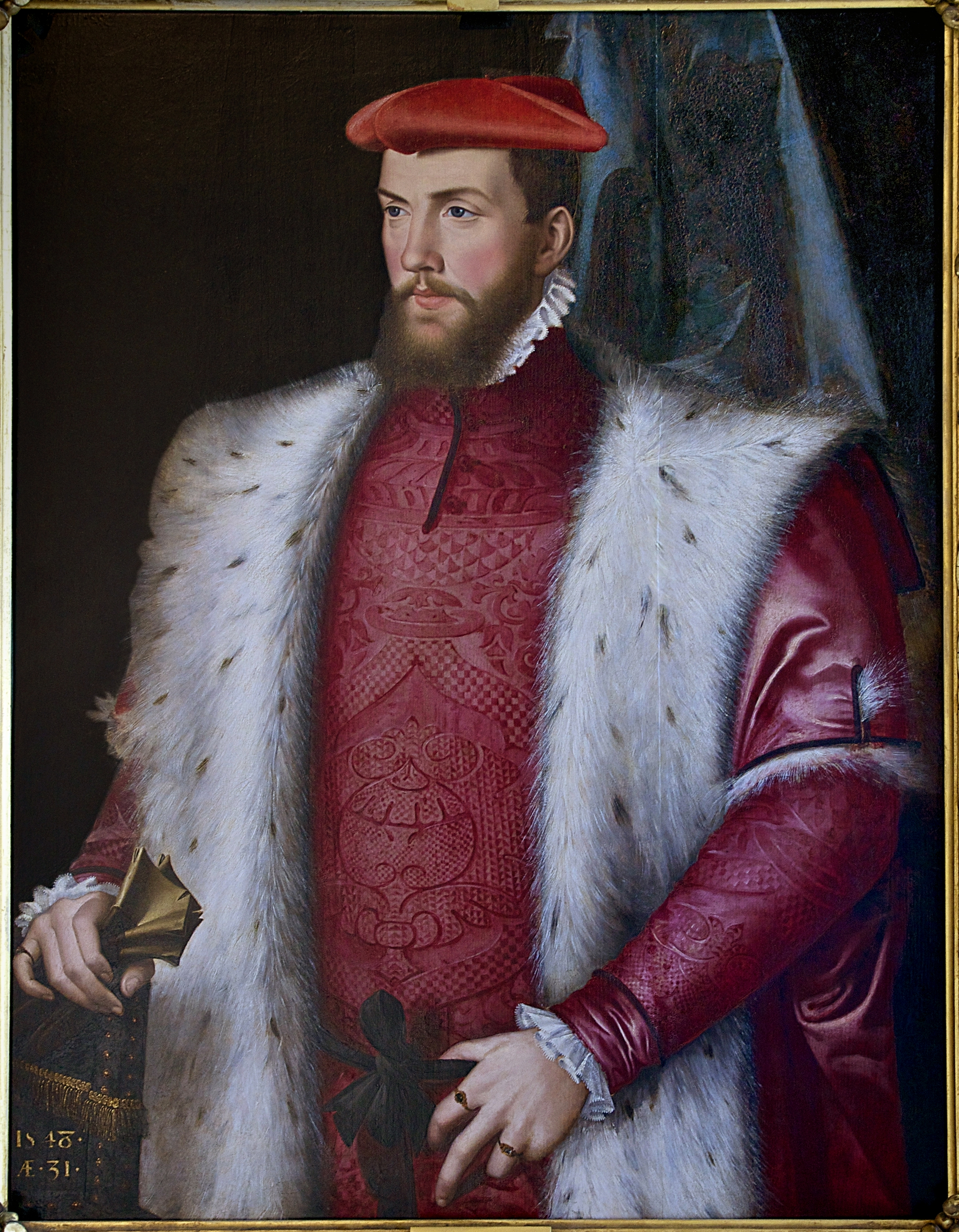
Portait d'Odet de Coligny, dit le Cardinal de Châtillon, frère de l'amiral de Coligny et de François d'Andelot, d'abord archevêque de Toulouse, puis évêque de Beauvais, il est excommunié par le pape après sa conversion au protestantisme en 1562 et se maria en 1564.

- 1534-1553 : Odet de Coligny, nommé par le roi et devient ainsi le premier abbé commendataire de Vauluisant, se démet en 1553 et devient cardinal
- 1553-1559 : Antoine Sanguin de Meudon, cardinal
- 1559-1571 : Nicolas de Pellevé, cardinal-archevêque de Sens, résigne et meurt en 1594
- 1571-1588 : Simon la Chatre, abbé-prêtre de Damville
- 1588-1623 : Charles de Senneton, âgé de seize ans quand il reçoit l'abbatiat, résigne en faveur de son frère
- 1623-1636 : Louis de Senneton, résigne en faveur de son neveu
- 1636-1644 : Louis II de Senneton, résigne en 1644 et meurt l'année suivante
- 1644-1646 : Octave de Saint-Lary de Bellegarde, archevêque de Sens
- 1646-1672 : Renault de l'Est, cardinal
- 1672-1684 : Louis Forbin de la Mothe, chevalier de l'ordre de Malte en 1678, également abbé de Pruliace
- 1684-1684 : Louis-François Le Tellier de Louvois, chevalier de Malte en 1678, refuse la cléricature en 1684, devient marquis de Barbézieux
- 1684-1718 : Camille Le Tellier de Louvois, frère du précédent
- 1731-1748 : François Honoré de Grimaldi, fils du prince de Monaco Louis Ier et de Catherine Charlotte de Gramont, chevalier de Malte et archevêque de Besançon
- 1748-1750 : Louis-Jacques Chapt de Rastignac,évêque de Tulle puis archevêque de Tours
- 1753-1760 : Étienne-Charles de Loménie de Brienne, grand vicaire de l'archevêque de Rouen, résigne 1760 quand il devient évêque de Condom
- 1760-1791 : Jean de Dieu-Raymond de Boisgelin de Cucé, grand vicaire de l'archevêque de Rouen

## Protection
Classés au titre des monuments historiques depuis le 29 janvier 1951 et bénéficiant de trois inscriptions au titre des monuments historiques en 1930, 1951 et 1994 les vestiges de l'abbaye relèvent aujourd'hui du domaine privé.

## Annexe

#### Ouvrages
- Alain Bataille, Pascal Dibie, Jean-Pierre Fontaine, Jean-Charles Guillaume, Jean-Paul Moreau, Ferdinand Pavy, Line Skorka, Gérard Taverdet et Marcel Vigreux (préf. Henri de Raincourt), Yonne., Paris, Editions Bonneton, avril 1992 (ISBN 2-86253-124-3).
- Frédéric Barbut, La route de abbayes en Bourgogne, Rennes, Éditions Ouest-France, coll. « Itinéraires de découvertes », 2002 (ISBN 2-7373-2599-4), p. 16, 17.

#### Articles
- Henri Bouvier, « Histoire de l'abbaye de Vauluisant (Yonne) », Annuaire historique du département de l'Yonne, Auxerre, G. Rouillé, vol. 51,‎ 1887, p. 24-144 (lire en ligne sur Gallica).
- Joséphine Rouillard, « Les Cisterciens et l'eau : L'exemple de l'abbaye de Vauluisant aux XIIe et XIIIe siècles », Hypothèses, Publications de la Sorbonne,‎ janvier 1998, p. 77-82 (DOI 10.3917/hyp.971.0077, lire en ligne, consulté le 7 août 2017).
- Denis Cailleaux, « Vauluisant », dans T. Kinder dir. Les Cisterciens dans l'Yonne, Ed. de l'Association des Amis de Pontigny, 1999, p. 103-115.
- Denis Cailleaux, « Prospections électriques à l’abbaye de Vauluisant », Dossiers d’Archéologie, no 340, juillet-août 2010, p. 10-15.